# Timbres de France 1927
Cet article recense les timbres-poste de France émis en 1927 par l'administration des Postes.

## Généralités
Les émissions portent la mention « République française » et une valeur faciale libellée en francs et centimes. Ils sont en usage en France métropolitaine et en Corse.

### Tarifs
- 10 centimes : valeur d'appoint
- 15 centimes : imprimés de 1er échelon.
- 25 centimes : cartes postales 5 mots et lettres simples régime intérieur.
- 30 centimes : imprimés de 1er échelon pour l'étranger.
- 40 centimes : lettres de premier échelon et cartes postales régime intérieur.
- 65 centimes : imprimé de 4e échelon de poids
- 90 centimes : cartes postales pour l'étranger
- 1 franc et 50 centimes : cartes postales pour l'étranger

## Légende
Pour chaque timbre, le texte rapporte les informations suivantes :
- date d'émission, valeur faciale et description,
- formes de vente,
- artistes concepteurs et genèse du projet,
- manifestation premier jour,
- date de retrait, tirage et chiffres de vente,

ainsi que les informations utiles pour une émission donnée.

## Janvier
- Timbre-taxe Recouvrements - Taxe à percevoir 30c bistre

Imprimé en typographie à 150 timbres par feuille, il fut retiré de la vente le 10 mai 1930.
- Timbre-taxe Recouvrements - Taxe à percevoir bleu 1F20 rouge sur 2F

Imprimé en typographie  à 150 timbres par feuille il fut retiré de la vente le 1er février 1929.
- Timbre surtaxé au profit des Orphelins de la guerre 1F+25c - La Marseillaise de François Rude rose

Imprimé en typographie à plat à 76 timbres par feuille il fut mis en vente  le 30 janvier 1927 et retiré de la vente le 31 août 1934.

## Février
- Semeuse lignée 45c violet, préoblitéré
- Semeuse lignée 60c olive, préoblitéré

## Mars
- Semeuse camée 10c vert avec publicité Ovules Phéna

Imprimé en typographie à plat à 100 timbres par feuille il fut mis en vente en mars 1927 et retiré de la vente le ??
- Semeuse camée 10c vert avec publicité Minéraline

Imprimé en typographie à plat à 100 timbres par feuille il fut mis en vente en mars 1927 et retiré de la vente le ??
- Semeuse camée 10c vert sans bandelette publicitaire

Imprimé en typographie à plat à 100 timbres par feuille il fut mis en vente en mars 1927 et retiré de la vente le ??
- Semeuse lignée 1F10 rose

Imprimé en typographie rotative à 100 timbres par feuille il fut mis en vente en mars 1927 et retiré de la vente le 18 juillet 1932

## Avril
- Semeuse 50 c sur 1 F 05 vermillon

Imprimé en typographie rotative il fut mis en vente le 15 avril 1927 et retiré de la vente le ??

## Juin
- Semeuse lignée 65 c olive

Imprimé en typographie rotative à 100 timbres par feuille il fut mis en vente en juin 1927 et retiré de la vente le ??
- Semeuse 5 F bleu de l'Exposition philatélique de Strasbourg de 1927

Imprimé en typographie à plat il fut mis en vente le 4 juin 1927 et retiré de la vente le 12 juin 1927, uniquement pendant le temps de l'exposition.
- Semeuse 10 F rouge de l'Exposition philatélique de Strasbourg de 1927

Imprimé en typographie à plat il fut mis en vente le 4 juin 1927 et retiré de la vente le 12 juin 1927, uniquement pendant le temps de l'exposition.
- Semeuse 5 F et 10 F avec intervalle, bleu blanc rouge, de l'Exposition philatélique de Strasbourg de 1927

Imprimé en typographie à plat il fut mis en vente le 4 juin 1927 et retiré de la vente le 12 juin 1927, uniquement pendant le temps de l'exposition. 
- Semeuse camée 3e série 25c, jaune-brun, fond plein avec inscriptions grasses

Imprimé en typographie à plat  à 100 timbres par feuille il fut mis en vente le 11 juin 1927 et retiré de la vente en novembre 1938.
- Type Merson surchargé Poste Aérienne 2F orange et bleu-vert avec surcharge noire

Imprimé en typographie à 75 timbres par feuille il fut mis en vente le 25 juin 1927 et retiré de la vente le 25 juillet 1927. Ce timbre a été émis à l'occasion d'une exposition philatélique à Marseille. Il y eut une oblitération spéciale 1er jour à Marseille le 25 juin 1927.La surcharge noire représente le biplan de Louis Blériot. Ce timbre a été vendu à 60 000 exemplaires.
- Type Merson surchargé Poste Aérienne 5F bleu et chamois avec surcharge noire

Imprimé en typographie à 75 timbres par feuille il fut mis en vente le 25 juin 1927 et retiré de la vente le 25 juillet 1927. Ce timbre a été émis à l'occasion d'une exposition philatélique à Marseille. Il y eut une oblitération spéciale 1er jour à Marseille le 25 juin 1927. La surcharge noire représente le biplan de Louis Blériot. Ce timbre a été vendu à 60 000 exemplaires.

## Juillet
- Semeuse lignée 50 c sur 60 c violet

Imprimé en typographie rotative il fut mis en vente le 11 juillet 1927 et retiré de la vente le ??

## Août
- Semeuse lignée 50 c sur 65 c rose

Imprimé en typographie rotative il fut mis en vente le 18 août 1927 et retiré de la vente le ??
- Merson 3F lilas et carmin

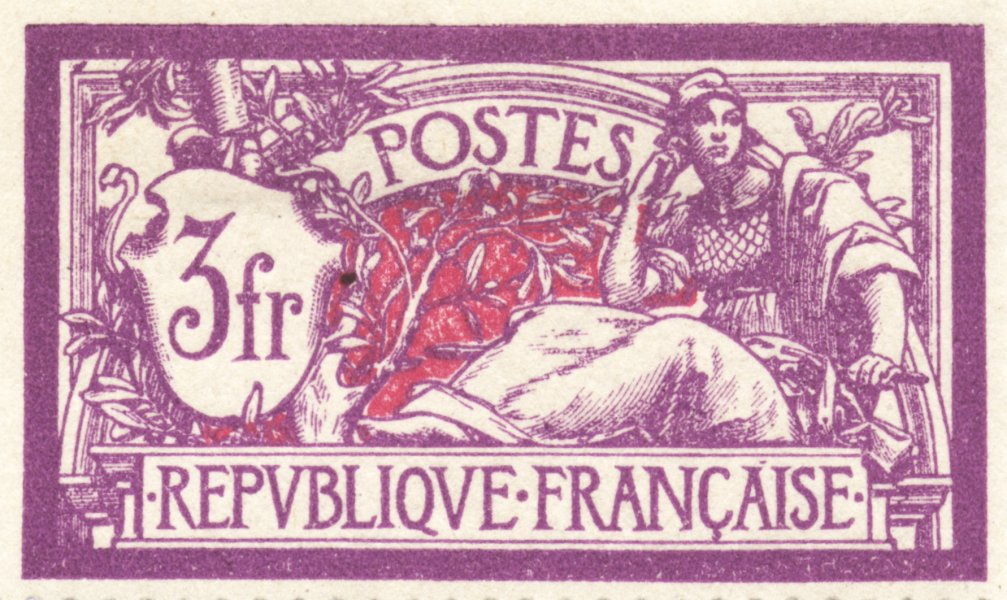

Imprimé en typographie à 75 timbres par feuille il fut mis en vente le 20 août 1927 et retiré de la vente le 17 novembre 1930.
 Sa forte valeur faciale le réserve à des emplois tels que : les recommandés pour l'étranger, la poste aérienne ou les colis postaux d'Alsace-Lorraine. Comme l'ensemble des timbres à ce type, il a été dessiné par Luc-Olivier Merson et gravé par A. Thévenin.

## Septembre
- Pasteur, 1 F 50 surcharge noire + 50c rouge-orangé au profit de la Caisse d'Amortissement

Imprimé en typographie il fut mis en vente en septembre 1927 et retiré de la vente le 30 septembre 1928.
- Semeuse lignée 40 c violet type II

Imprimé en typographie rotative  à 100 timbres par feuille il fut mis en vente en septembre 1927 et retiré de la vente en 1928.
- Centième anniversaire de la naissance de Marcellin Berthelot 90 c rouge

Imprimé en typographie à 100 timbres par feuille il fut mis en vente le 7 septembre 1927 et retiré de la vente en décembre 1932.
- Visite de la Légion Américaine 90 c rouge

Imprimé en typographie à plat à 75 timbres par feuille il fut mis en vente le 15 septembre 1927 et retiré de la vente le 5 avril 1928. Il fut émis à 14 millions de paires et eut un oblitération spéciale 1er jour à Paris. Le timbre représente les portraits de Gilbert du Motier de La Fayette et de George Washington sur fond de paquebot Paris survolé par le Spirit of Saint Louis, l'avion de Charles Lindbergh.
- Visite de la Légion Américaine 1F50 bleu

Imprimé en typographie à plat à 75 timbres par feuille il fut mis en vente le 15 septembre 1927 et retiré de la vente le 5 avril 1928. Il fut émis à 14 millions de paires et eut un oblitération spéciale 1er jour à Paris. Le timbre représente les portraits de Gilbert du Motier de La Fayette et de George Washington sur fond de paquebot Paris survolé par le Spirit of Saint Louis, l'avion de Charles Lindbergh.
- Semeuse camée bleu 40c surcharge rouge + 10c au profit de la Caisse d'Amortissement

Imprimé en typographie rotative à 100 timbres par feuille il fut mis en vente le 26 septembre 1927 et retiré de la vente le 30 septembre 1928. Il fut émis à 4,6 millions d'exemplaires  et 490 000 vendus.
- Semeuse lignée vert-bleu 25c surcharge noire + 25c au profit de la Caisse d'Amortissement

Imprimé en typographie rotative à 100 timbres par feuille il fut mis en vente le 26 septembre 1927 et retiré de la vente le 30 septembre 1928. Il fut émis à 4,6 millions d'exemplaires  et 450 000 vendus.

## Novembre
- Semeuse surcharge noire 50c sur 80c rouge

Imprimé en typographie rotative à 100 timbres par feuille
- Semeuse lignée surcharge noire 50c sur 80c rouge

Imprimé en typographie rotative à 100 timbres par feuille

## Sources et références
- Catalogue de cotations de timbres de France, éd. Dallay, 2005-2006.
- Collectif, "Catalogue spécialisé des timbres de France", Tome 2 (1849-1900), éditions Yvert et Tellier, Amiens, 1982.